# Tinció de Giemsa

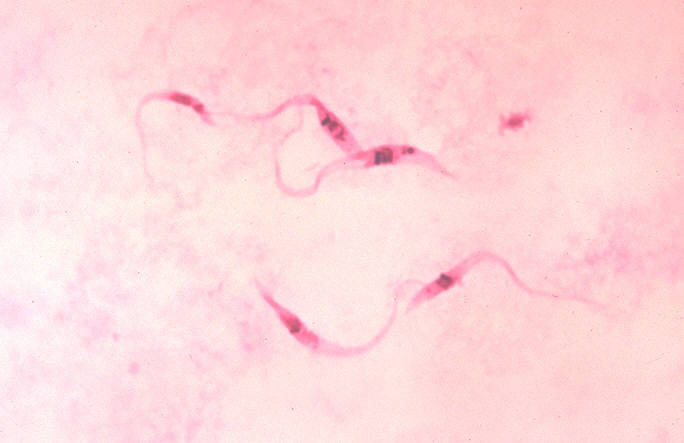
Trypanosoma cruzi (paràsit causant de la malaltia de Chagas) tenyit amb el mètode de Giemsa.

La tinció de Giemsa és un mètode habitual per a l'examen de frotis sanguinis, talls histològics i altres tipus d'observació microscòpica de mostres biològiques. Fou creada per Gustav Giemsa (1867-1948) l'any 1904, mentre estudiava el plasmodi causant de la malària. Els antecedents històrics d'aquesta tinció es fonamenten principalment en els treballs de Caro, Koch, Romanowsky i Leishman. Utilitzant aquesta tinció i gràcies a l'obtenció d'una coloració forçada, Schaudinn i Hoffmann descobriren l'any 1905 el Treponema pallidum pallidum, espiroqueta causant de la sífilis venèria. Avui dia, conjuntament amb la tinció de Gram, serveix per la identificació microscòpica precoç de la sífilis secundària.
Aquest mètode té utilitat sobretot per posar de manifest les rickèttsies localitzades dins de les cèl·lules hostes. La coloració de Giemsa es fa servir també per tenyir frotis de sang o altres líquids corporals en l'examen de protozous (com el Trichomonas vaginalis). Fins fa uns anys era la tinció estàndard per identificar la Chlamydia trachomatis o el bacteri Gram-negatiu Klebsiella granulomatis (agent causal del granuloma veneri, una MTS tropical). Encara ara s'utilitza a l'hora d'observar determinades característiques morfològiques de la Yersinia pestis (forma en "pern de seguretat"). És el procediment més comú per tenyir el fong Pneumocystis jiroveci en les mostres de rentats bronco-alveolars. El diagnòstic diferencial d'algunes microfilariosis és difícil sense centrifugar de forma específica les mostres abans de tenyir-les.
Es poden emprar, com variacions de la tinció, altres procediments com la tècnica de citoconcentració per paràsits sanguinis (que utilitza un líquid fixador isotònic i saponina), la qual té un baix cost i ofereix la possibilitat d'aïllar i identificar en el mateix sediment el paràsit principal, amb excepció dels trofozoïts joves i el Plasmodium falciparum. Una modificació de la clàssica tinció de Giemsa es la de Wright. Un defecte conegut d'aquesta variant és que tenyeix malament els Pneumocystis i pot induir a errors en el diagnòstic.
Aquest mètode de tinció permet també la tinció diferencial de zones amb un alt contingut d'ADN, i concretament d'unions A-T. Això permet distingir perfectament en un microscopi òptic el nucli cel·lular, els cromosomes durant la mitosi, i en alguns casos, fins i tot l'ADN mitocondrial (cinetoplast d'alguns protozous, com el Trypanosoma). Els cromosomes poden ser tractats amb diversos compostos químics que produeixen l'alternança de bandes clares i fosques al llarg dels cromosomes. Generalment, les mostres són desnaturalitzades amb tripsina abans d'iniciar el procés de tinció, com es fa en la tècnica d'hibridació in situ per fluorescència. També es poden incubar en un medi salí citratat calent o tractar-les amb una solució d'urea. Així s'extreuen unes proteïnes determinades que reaccionen i precipiten diferencialment amb la tiacina i l'eosina presents a la tinció. Cada cromosoma té un patró de bandes característic, permetent que aberracions estructurals com esborrats, duplicacions o subtils translocacions siguin detectades, igual que permet la identificació de cromosomes marcadors. Dita tècnica de tinció millorada (bandatge G) permet estudiar morfològicament les diferències entre les línies de cultius cel·lulars normals i les línies leucèmiques. Els citogenetistes també fan servir el procediment de G-banding per detectar alteracions cariotípiques en casos d'esterilitat.
Un problema habitual observant mostres de sang amb la tinció de Wright-Giemsa és la formació de precipitats negres en el frotis si la sang ha estat massa temps preservada amb EDTA. La manca d'intensitat en la coloració acostuma a ser provocada per l'ús d'acetona en mal estat.
Una altra modificació del mètode de Giemsa serveix per identificar histològicament l'Helicobacter pylori.
En dermatopatologia és molt utilitzada la tinció orceïna àcida-Giemsa. Aquesta variant permet una bona diferenciació de les capes i estructures de la pell i fa innecessàries algunes tincions especials, com ara la tricròmica de Masson o la de plata metenamina. L'orceïna és un colorant particularment útil per avaluar les alteracions de les fibres elàstiques.
L'OMS recomana dos tipus de tinció de Giemsa per tenyir les mostres de sang en campanyes d'identificació de la malalària, un mètode llarg i un de més curt, segons sigui el nombre de frotis a estudiar i les característiques del lloc. Altres investigadors han presentat modificacions que fan possible reduir el temps del procediment sense perdre qualitat diagnòstica. En tot cas, s'ha de tenir en compte que el pH de les solucions emprades és crític per obtenir una bona tinció i que cal respectar la caducitat del preparat comercial que fonamenta el procediment. Ja que l'aigua destil·lada és lleugerament àcida i requereix una dissolució amortidora per aconseguir un pH òptim, fet que augmenta el preu de la tinció i complica la seva metodologia, alguns investigadors proposen utilitzar determinades aigües embotellades comercials que tenen el mateix pH que la sang arterial humana per tenyir correctament els paràsits hemàtics. Un altre problema important és la presència d'eritròcits lisats a la tinció. Acostuma a ser resultat d'una inadequada fixació de la mostra amb metanol en males condicions, sovint per culpa de la humitat atmosfèrica.
La tinció de Giemsa May-Grünwald és utilitzada per tenyir les cèl·lules de la sang i els teixits hematopoiètics. Pot adaptar-se per tenyir altres tipus de talls histològics. Cal esmentar que els colors finals obtinguts depenen molt del pH de les solucions de tinció i de les solucions de rentat, fet que comporta unes diferències tonals considerables. El pH òptim és de 6.5-6.8. Una alternativa a aquesta tinció, emprada en determinats frotis citopatològics pel seu baix cost, major simplicitat i bona qualitat de resultats, és la tinció combinada de Leishman-Giemsa.

## Procediment
La solució de Giemsa és una mescla de blau de metilè, eosina i clorur de trimetiltionina (Azur B). La tinció es prepara habitualment partint del compost en pols comercialitzat per diferents laboratoris químics.
1. Desparafinar i hidratar.
2. Aplicar solució de treball de Giemsa durant 10 minuts.
3. Deshidratar amb alcohol absolut, 3 canvis.[30]

Si el propòsit del mètode és estudiar frotis de moll d'os existeix un procediment ad hoc per obtenir resultats òptims. Si es treballa amb mostres d'aquest teixit no descalcificades i incloses en blocs de glicol-metacrilat és recomanable ajustar els tipus de tints de la solució i afegir floxina B.

## Resultats
- Citoplasma: rosa
- Nuclis: blau
- Eritròcits: rosa - taronja
- Grànuls de les cèl·lules encebades (mastòcits): porpra
- Bacteris: blau
- Paràsits: blau